# Norman Thomas
Norman Mattoon Thomas (20 de noviembre de 1884 – 19 de diciembre de 1968) fue un ministro presbiteriano y activista político estadounidense. Alcanzó fama como socialista y pacifista y fue el candidato presidencial del Partido Socialista de América en seis elecciones consecutivas entre 1928 y 1948.

## Biografía

### Primeros años
Norman Thomas, el mayor de seis hermanos, nació el 20 de noviembre de 1884, en Marion (Ohio),  hijo de Emma Williams (de soltera Mattoon) y de Weddington Edison Thomas, ministro presbiteriano.
Tras una niñez y adolescencia corrientes en el Medio Oeste y un precoz trabajo como redactor para un periódico local propiedad del futuro presidente Warren G. Harding, el padre de Norman fue trasladado a Lewisburg (Pensilvania), lo que permitió a Thomas asistir a la Universidad Bucknell y un año más tarde a la más elitista Princeton, gracias a la generosidad de un tío rico. En esta universidad se graduó magna cum laude en 1905.
En 1910 Thomas contrajo matrimonio con Frances Violet Stewart, con la que tuvo tres hijas y dos hijos. Su esposa fallecería en 1947.
Después de una temporada de trabajo en el Movimiento settlement y un viaje alrededor del mundo, Thomas decidió seguir los pasos de su padre e ingresó en el Seminario Teológico Unión de Nueva York, ordenándose como ministro presbiteriano en 1911.Tras un período en la elegante iglesia presbiteriana de la Quinta Avenida, Thomas fue asignado a la de East Harlem, cuya feligresía era principalmente ítalo-americana.
El Seminario Unión había sido durante un tiempo un centro del movimiento Evangelio social y de políticas de izquierda, de modo que por esa influencia Thomas predicó contra la participación estadounidense en la Primera Guerra Mundial; postura pacifista que le ocasionó la oposición de parte de la directiva de la Iglesia Presbiteriana. Thomas acabó dimitiendo de su puesto pastoral, aunque no abandonó formalmente el ministerio hasta 1931, después de la muerte de su madre

### Actividad política
La posición de Thomas como objetor de conciencia le condujo al Partido Socialista de América, organización firmemente antimilitarista. Participó activamente, así, en la campaña de Morris Hillquit a la alcaldía de Nueva York en 1917. Poco después ingresó formalmente en el partido, lo que permite calificarlo como socialista cristiano.
Entre 1918 y 1922 Thomas continuó su activismo, en organizaciones social cristianas, como la Fellowship of Reconciliation, de cuya influyente revista fue redactor-jefe, y, ya en un ámbito más secular, fue uno de los fundadores de la National Civil Liberties Bureau, precursor de la Unión Estadounidense por las Libertades Civiles.
Thomas compitió cinco veces, en rápida sucesión, para cargos públicos de Nueva York, siempre en la candidatura del Partido Socialista —para gobernador en 1924, para alcalde en 1925, para el Senado estatal en 1926, para miembro del Consejo Municipal de Nueva York en 1927, y de nuevo para alcalde in 1929.En 1934, se presentó al Senado nacional y obtuvo casi 200,000 votos, por entonces el segundo mejor resultado para un candidato socialista en una elección al nivel estatal en Nueva York, aunque el resultado superior era para un cargo de importancia mucho menor (State Engineer, una especie de diputado de obras públicas).
Thomas culminó esta carrera electoral infructuosa nada menos que como candidato socialista a la Presidencia de los Estados Unidos, posición a la que llegó puede decirse que de rebote, muerto Eugene V. Debs, excluidos los dos líderes principales del partido (Victor L. Berger y el ya citado Hillquit) por no haber nacido en Estados Unidos y ocupado un tercero como alcalde de Milwakee. Así, la campaña de 1928 fue la primera de otras seis consecutivas, en las que obtuvo pobres resultados, pero cierta influencia y reconocimiento por sus dotes oratorias y su buena formación.
Thomas, además fue un autor prolífico; escribió varios libros y numerosos folletos, entre los que destaca su apasionada defensa de los objetores de conciencia en la Primera Guerra Mundial, Is Conscience a Crime, y su exposición de la política socialdemócrata de los años sesenta en Socialism Re-examined. En estas publicaciones se esforzaba por aclarar al público americano la diferencia entre el socialismo que él representaba y el comunismo o el marxismo revolucionario, pues su inicial admiración hacia la revolución rusa había dado paso a un enérgico antiestalinismo. Además, su atildado aspecto y su moderación le atrajeron las críticas de revolucionarios profesionales como el propio Trotski.

### Últimos años
A pesar de su pacifismo y de su activa oposición inicial a la Segunda Guerra Mundial, tras el ataque a Pearl Harbor, Thomas apoyó con reticencias la entrada en guerra de EE,UU., aunque pensaba que podía haber sido evitada honorablemente; posición probélica que no era compartida por buena parte del partido, incluido su hermano. Años más tarde, Thomas se autocríticó por su posición antibélica inicial, considerando que se había equivocado al considerar la Segunda Guerra Mundial como una prolongación de la primera y había sobrestimado la capacidad de resistencia de los países europeos.
Por otra parte, Thomas fue uno de los pocos personajes públicos en oponerse al internamiento masivo de ciudadanos nipo-americanos en campos de concentración, acordado por el presidente Roosevelt, que incluso la ACLU apoyaba. También hizo campañas contra la segregación racial y a favor del control de natalidad
. Fue sumamente crítico con la política israelí hacia los árabes, en especial a partir de la crisis de Suez.
En las elecciones presidenciales de 1964 Thomas hizo campaña a favor de Lyndon B. Johnson, cuya política exterior estaba lejos de compartir, pero admiraba su trabajo en materia de derechos civiles y de lucha contra la pobreza, al tiempo que temía la victoria del candidato ultraderechista Barry Goldwater.
Norman Thomas falleció a los 84 años, el 19 de diciembre de 1968 en una residencia de ancianos en Huntington (Nueva York). Hoy, un instituto en Manhattan y una biblioteca en la Universidad de Princeton están denominadas en su honor.